# Auma
Auma est une ancienne commune de Thuringe, située à 20 km de Gera, siège de la commune d'Auma-Weidatal.